# Nipponoharpalus
Nipponoharpalus discrepans es una  especie de coleóptero adéfago de la familia Carabidae y el único miembro del género monotípico Nipponoharpalus. Habita en Japón.